# 高雄 (重巡洋艦)
高雄（たかお/たかを）は、日本海軍の重巡洋艦。高雄型重巡洋艦（一等巡洋艦）の1番艦である。
艦名は京都府の高雄山に因む。艦内神社は京都護王神社。同名の艦としては4代目（天城型3番艦を含めれば5代目）にあたる。

## 艦歴

### 建造
1927年（昭和2年）4月28日、横須賀海軍工廠において起工。6月23日、ワシントン海軍軍縮条約によって建造中止となった天城型巡洋戦艦3番艦の名を引き継いで「高雄」と命名された。
1930年（昭和5年）5月12日、進水。進水式には香淳皇后が臨席し、式典の模様はラジオで実況された。参列者は13万人に及んだという。
1932年（昭和7年）5月31日、竣工。就役後は姉妹艦の「愛宕」とともに第二艦隊・第四戦隊に所属する。

### 太平洋戦争まで
1932年（昭和7年）12月1日、高角砲指揮官として高松宮宣仁親王（海軍大尉）が着任する。高松宮は参謀長私室を使用し、食事は艦長の沢本頼雄大佐と共にとったが、基本的には一般士官として行動したという。
1933年（昭和8年）5月25日、秩父宮雍仁親王以下が横須賀軍港で各艦（長門、赤城、高雄、暁、潜水艦1隻）を視察した際には、高松宮が案内し、高松宮の指示により通常の士官用の食事をとった。
8月25日、横浜沖で行われた特別大演習での観艦式に第四戦隊（高雄、愛宕、鳥海、摩耶）は昭和天皇が乗艦する戦艦「比叡」の供奉艦（先導艦「鳥海」）として参列した。
11月15日付で高松宮は戦艦「扶桑」の分隊長に補され、高雄より退艦した。
1934年（昭和9年）6月29日、第二艦隊司令長官・高橋三吉中将（旗艦鳥海）麾下の第四戦隊は連合艦隊（司令長官・末次信正中将）指揮下でおこなわれた演習に参加。第二水雷戦隊（旗艦「那珂」）に所属していた駆逐艦2隻（電、深雪）の衝突と「深雪」の沈没に遭遇した。
1937年（昭和12年）の日中戦争開始後には上海上陸作戦等を支援し、その後は旅順から華北方面で活動する。
1938年（昭和13年）には近代化改修に入り、翌年に工事が完了している。1940年（昭和15年）10月11日、紀元二千六百年記念行事に伴う観艦式に重巡洋艦3隻（高雄、加古、古鷹）は御召艦「比叡」（昭和天皇座乗）の供奉艦として参加する。「高雄」は先導艦として観艦式に臨んだ。
1941年（昭和16年）9月23日、横須賀を出港した「高雄」は貨客船に衝突され、浸水被害を受けた。

### 太平洋戦争緒戦
1941年（昭和16年）12月8日の太平洋戦争開戦時の艦長は朝倉豊次大佐だった。「高雄」は第二艦隊司令長官・近藤信竹中将が直率する第四戦隊に所属し、南方部隊本隊指揮官（第二艦隊司令長官・近藤中将、旗艦「愛宕」）の指揮下で南方部隊本隊を編成していた。
第四戦隊はフィリピン、ルソン島のリンガエン湾上陸作戦の支援にあたった（南方作戦）。
1942年（昭和17年）初頭はジャワ海で作戦に従事した（蘭印作戦）。3月1日、高雄の水偵がオランダ商船の Enggano を爆撃。翌3月2日夜、第四戦隊（愛宕、高雄）は米駆逐艦「ピルズバリー (USS Pillsbury, DD-227) 」を撃沈、3月4日に第四戦隊（愛宕、高雄、摩耶）と第4駆逐隊第1小隊（嵐、野分）がチラチャップ近くで船団を攻撃、タンカー Francol、補給船 Anking、掃海艇1隻を沈め、オランダの貨物船2隻を捕獲し、護衛のオーストラリアのスループ「ヤラ (HMAS Yarra) 」も撃沈した。日本に戻った4月中旬にはドーリットル空襲に遭遇し、米機動部隊を捜索したが会敵しなかった。5月2日、重巡2隻（高雄、摩耶）はアメリカ潜水艦「ドラム (USS Drum, SS-228) 」に撃沈された水上機母艦「瑞穂」の救援に赴き、乗組員を救助した。
ミッドウェー作戦にむけて第四戦隊は編成を変更し、第1小隊（愛宕、鳥海）、第2小隊（高雄、摩耶）となる。5月20日に第2小隊は北方部隊に編入され、第四航空戦隊（空母「龍驤」「隼鷹」）と共に第二機動部隊を編成してAL作戦（西部アリューシャン攻略作戦）に参加した。第二機動部隊は5月25日に大湊（または5月26日に陸奥海湾）を出撃し、6月4日と6月5日にダッチハーバー空襲を行った。AL作戦と同時に行われたミッドウェー海戦で日本軍は敗北したがアッツ島とキスカ島の攻略は実施された。そして第二機動部隊などはアメリカ艦隊の来襲に備えた。その後、第二機動部隊などは6月24日までに一度大湊機戻り、6月28日にはキスカ島への輸送部隊掩護のため再び出撃した。
7月14日、南東方面の作戦を担当する第八艦隊（外南洋部隊）が新編され、三川軍一海軍中将が新司令長官となる。第八艦隊の旗艦には「鳥海」が指定されてラバウルへ進出、第四戦隊は事実上高雄型3隻（愛宕、高雄、摩耶）に減少した。8月7日にアメリカ軍がガダルカナル島とフロリダ諸島に上陸してガダルカナル島の戦いがはじまると、第四戦隊もトラック泊地へ進出した。8月24日第二次ソロモン海戦、10月26日南太平洋海戦参加。11月15日第三次ソロモン海戦に参加した。

### 昭和十八年以降の戦い
1943年（昭和18年）2月、ガダルカナル島からの撤退を支援する。その後、高雄艦長は猪口敏平大佐に交代し、トラックを拠点に中部太平洋で活動した。
7月21日に「愛宕」「高雄」と軽巡洋艦「長良」、駆逐艦「涼風」はトラックを出発し、7月26日に横須賀に入港した。
11月5日、第二艦隊司令長官・栗田健男中将（旗艦「愛宕」）が指揮する巡洋艦部隊（愛宕、高雄、鳥海、摩耶、鈴谷、最上、筑摩、第二水雷戦隊）としてラバウルに進出。そこで米空母艦載機による攻撃を受ける（ラバウル空襲）。「高雄」は二番砲塔右側付近に爆弾2発が命中し、右前部水線部に大破孔を生じた。たまたま一番砲塔の扉が開いており、爆風で炸薬が引火した結果、戦死者23名を出した。被爆による負傷者は22名。他に複数隻（愛宕、摩耶、最上、筑摩、阿賀野）等が損傷し、特に重巡4隻（愛宕、高雄、摩耶、最上）は内地回航を要する被害を受けた。「高雄」は横須賀に戻り修理を行った。
「高雄」の修理は1944年（昭和19年）1月19日に完了。「高雄」は空母「瑞鳳」「千代田」、駆逐艦「初春」「若葉」「玉波」と共にトラックへ向かった。航海中の2月1日、「高雄」と「玉波」は被雷と悪天候のため艦首が切断されて航行不能となった空母「雲鷹」の護衛を命じられた。瑞鳳隊と分離して雲鷹隊と合流し、駆逐艦「皐月」「潮」「曙」「初霜」「白雲」「玉波」「沖波」「岸波」等と協力してアメリカの潜水艦を撃退して、「雲鷹」の曳航を実施。2月7日、横須賀に帰港した。この作戦で「高雄」はアメリカの潜水艦1隻撃沈を報告している。2月15日、パラオに向けて出航した。その後はパラオ、リンガ泊地、タウタウイ泊地で訓練に従事する。
6月19日、「高雄」はマリアナ沖海戦に参加した。前衛部隊として第一戦隊（大和、武藏）等と共に戦い、この時、甲部隊（小沢艦隊）から発進した日本軍攻撃隊を敵編隊と間違え、右舷高角砲で誤射している。この事故で数機が墜落した。6月24日に日本に戻り、7月20日にリンガ泊地に進出した。
マリアナ諸島の戦いに敗れた日本陸海軍は同年秋、本土と南方資源地帯を結ぶ要地であるフィリピンへの反攻を始めた米軍を迎え撃つことになり、レイテ沖海戦が生起した。
10月22日、第四戦隊（愛宕、高雄、鳥海、摩耶）は栗田中将指揮の第一遊撃部隊（通称「栗田艦隊」または「栗田部隊」）に属して、フィリピン諸島のレイテ湾に向けてブルネイを出撃した。10月23日、パラワン島沖を航行中の6時34分、アメリカ潜水艦「ダーター (USS Darter, SS-227) 」の放った魚雷2本が「高雄」の右舷魚雷発射管真下と右舷後甲板に命中し、右側に傾斜した。望遠鏡で対潜警戒に当たっていた中河一雄は、右舷約600メートル先の海面に白波が立ち、艦に向かってくる物体を見つけ「魚雷だ」と叫んだと回想している。艦長・小野田捨次郎大佐は艦橋にいたが、航海長と操舵士は旗甲板で天測中のため副長が取舵回避を下令、2本を回避したが総てを避けきれなかったという。
「高雄」は戦死者33名を出し、第三・第四罐室を破壊され、外軸スクリューも失って大破、洋上に停止した。第31駆逐隊の駆逐艦「長波」と「朝霜」が「高雄」の警戒に従事した。「高雄」では真水タンクも破損し、海水を蒸留して水を作って罐を焚いたため、6 - 11ノット発揮可能になったのは21時であった。21時44分、撤退を開始。「ダーター」の追撃を受けたが、護衛艦や高雄水上機の警戒により襲撃の機会を失い、その後、「ダーター」は座礁して自沈した。10月25日17時14分、「朝霜」や水雷艇「鵯」に護衛され、無事ブルネイに到着した。なお、「高雄」と共に被雷した姉妹艦2隻（愛宕、摩耶）は沈没し、開戦以来各地を奔走してきた第四戦隊も事実上壊滅した。「鳥海」は第五戦隊（妙高、羽黒）に臨時編入され、10月25日のサマール島沖海戦で沈没した。4隻健在だった高雄型重巡は3日間で「高雄」1隻となってしまった。
11月8日、「高雄」は駆逐艦「清霜」に護衛されてブルネイを出発し、11月11日にシンガポールへ到着した。「愛宕」乗組員の一部は、補充として「高雄」に配属されていた。

### 昭和二十年の戦い
1945年（昭和20年）1月5日より「高雄」はドライドックで修理をおこなうが、舵取機室の油圧ポンプの修理ができなかった。1月11日、B-29を主砲と高角砲で迎撃する。主砲37発、高角砲481発を消費し、B-29を1機撃墜した。2月1日の空襲では、「妙高」と「高雄」で対空射撃をおこなった。同時期には人員も次第に転勤し、幹部も相次いで退艦した。
3月になると、本土に戻るために修理が行われたが、舵の修理が出来ず、内地回航は断念されるに至った。シンガポール防衛のため、同港残留が決定される。5月初旬、港務部桟橋のそばに固定繋留されることになった。艦尾を切断し、応急防水措置を施した状態で投錨した。迷彩も実施された。対空戦闘関係者と機関部保安員をのぞく大部分の乗組員は臨時陸戦隊員となり、機銃は付近の陸上陣地に移動された。
同年7月31日、シンガポールのセレター港でイアン・エドワード・フレイザー大尉率いるイギリスの小型潜水艦「XE3」と、同行した潜水隊員ジェームズ・ジョセフ・マグニスによって仕掛けられたリムペットマイン（吸着式時限機雷）が「高雄」の第三砲塔右舷艦底で爆発した（ストラグル作戦）。幅3m、長さ8mの亀裂が生じ、下部電信室に浸水があったものの、死傷者はなく損害は軽微だった。「高雄」工作科の乗組員が潜水調査したところ、4個のうち1つしか起爆していない爆薬が発見された。「高雄」の乗組員達はイギリス系か共産党系のゲリラの仕業と判断しており、豆潜水艦の工作と知ったのは戦後になってからだった。この後も、主缶と補機類（発電機など）は使用可能であり、自力での投揚錨、通信、電力供給などが可能な状態で8月15日（終戦の日）を迎えた。終戦時の「高雄」乗組員は817名。第十方面艦隊司令部が「高雄」を使用するため157名が残留し、艦長以下660名がマレー西岸バトパハに移動を命じられ、約2年間の強制労働を強いられた。
降伏処理などが進められる間、「高雄」と「妙高」はシンガポールにおける人員宿泊・他艦船の修理・通信などの担任母艦（ホテルシップ）として使用された。「高雄」は第十方面艦隊司令部が使用した。9月12日、降伏調印式がおこなわれる。その後、イギリス海軍に接収されたが、引渡しを受けたイギリス海軍は「高雄」と「妙高」の2隻を自沈処分とした。妙高は1946年（昭和21年）7月8日にマラッカ海峡で処分され、8月10日に除籍された。「高雄」の処分要領は9月25日に伝達された。10月27日にイギリス海軍によってマラッカ海峡に曳航され、艦底に爆薬を設置。10月29日夕刻、キングストン弁を開き機関室への注水を開始。午後6時30分に爆薬に点火したのち、軽巡洋艦「ニューファンドランド (HMS Newfoundland, 59) 」の砲撃によって午後6時38分に「高雄」は艦尾から沈没した。海没地点は北緯03度05分05秒 東経100度41分00秒 / 北緯3.08472度 東経100.68333度 。爆破作業員および「高雄」乗組員は同航した「第17日東丸」に移乗してシンガポールへ戻った。1947年（昭和22年）5月3日、除籍。

## 公試成績
| 状態   | 排水量     | 出力        | 速力        | 実施日                    | 実施場所     | 備考 |
| ------ | ---------- | ----------- | ----------- | ------------------------- | ------------ | ---- |
| 新造時 | 12,175トン | 139,500馬力 | 35.5ノット  | 1932年（昭和7年）7月31日  | 館山沖標柱間 |      |
| 改装後 | 14,894トン | 133,100馬力 | 34.25ノット | 1939年（昭和14年）7月14日 | 館山沖標柱間 |      |

改装後の航続距離は18ノットで5,049海里だった。

## 歴代艦長
※『艦長たちの軍艦史』105-107頁、『日本海軍史』第9巻・第10巻の「将官履歴」に基づく。

### 艤装員長
1. 安藤隆 大佐：1930年5月15日 - 1932年2月20日[68]

### 艦長
1. 安藤隆 大佐：1932年2月20日 - 1932年11月1日
2. 沢本頼雄 大佐：1932年11月1日 - 1933年11月15日
3. 南雲忠一 大佐：1933年11月15日 - 1934年11月15日
4. 後藤英次 大佐：1934年11月15日 - 1935年11月15日
5. 原顕三郎 大佐：1935年11月15日 - 1936年12月1日
6. 高木武雄 大佐：1936年12月1日 - 1937年12月1日
7. 醍醐忠重 大佐：1937年12月1日 - 1938年6月3日
8. 松山光治 大佐：1938年6月3日 - 1939年11月15日
9. 小林謙五 大佐：1939年11月15日 - 1940年11月1日
10. 山口次平 大佐：1940年11月1日 - 1941年8月15日
11. 朝倉豊次 大佐：1941年8月15日 - 1943年2月23日
12. 猪口敏平 大佐：1943年2月23日 - 1943年10月28日
13. 林彙邇 大佐：1943年10月28日 - 1944年8月29日
14. 小野田捨次郎 大佐：1944年8月29日 -
15. 石坂竹雄 大佐：1945年3月21日 -

## ギャラリー

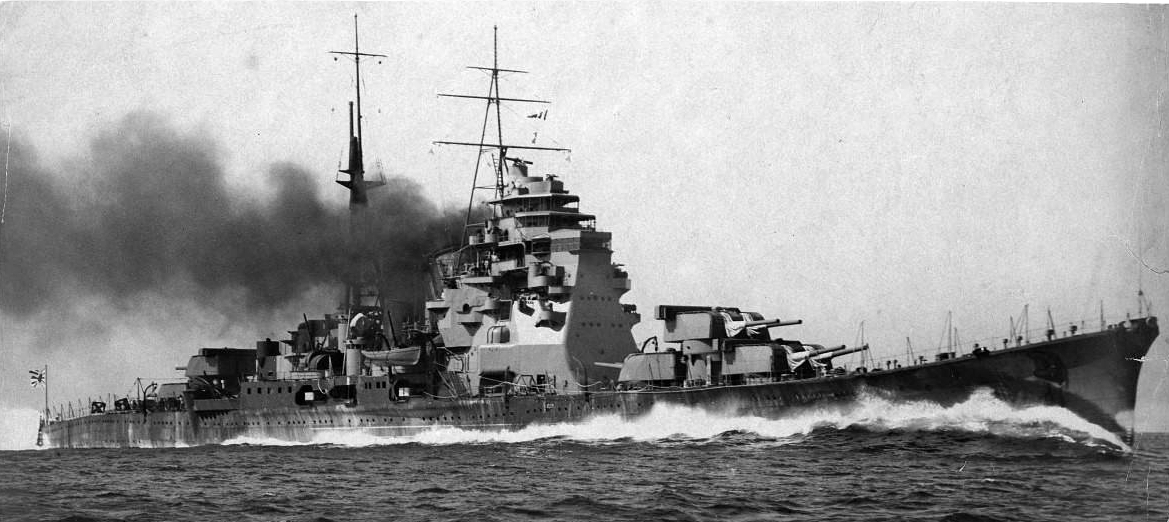
1932年（昭和7年）7月1日、館山沖標柱間で全力公試中の高雄。竣工時の艦影。
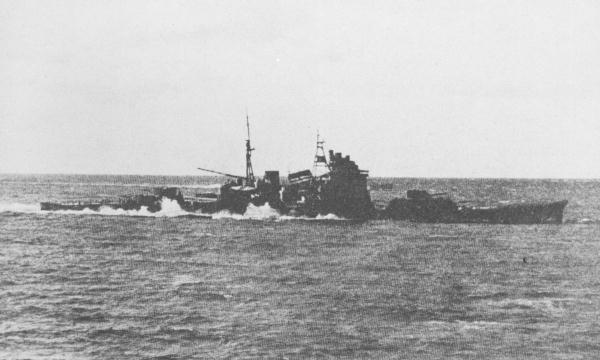
1937年（昭和12年）頃の高雄。竣工時から前マストが短縮されるなどの小改造が行われた。
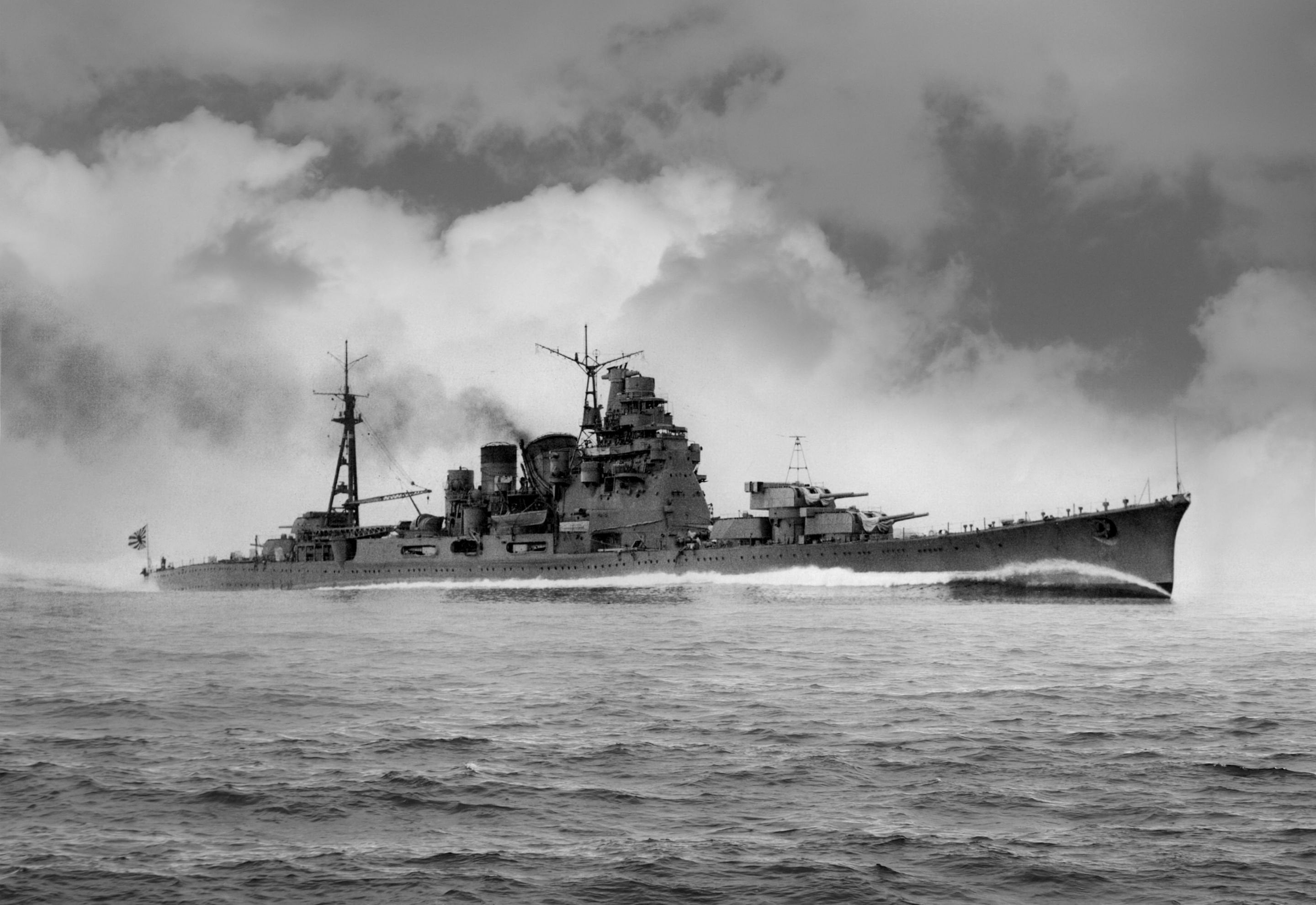
近代化改装後、公試中の高雄。1939年（昭和14年）7月14日撮影。近代化改装では艦橋構造物の縮小、後マストの移設などが行われた。
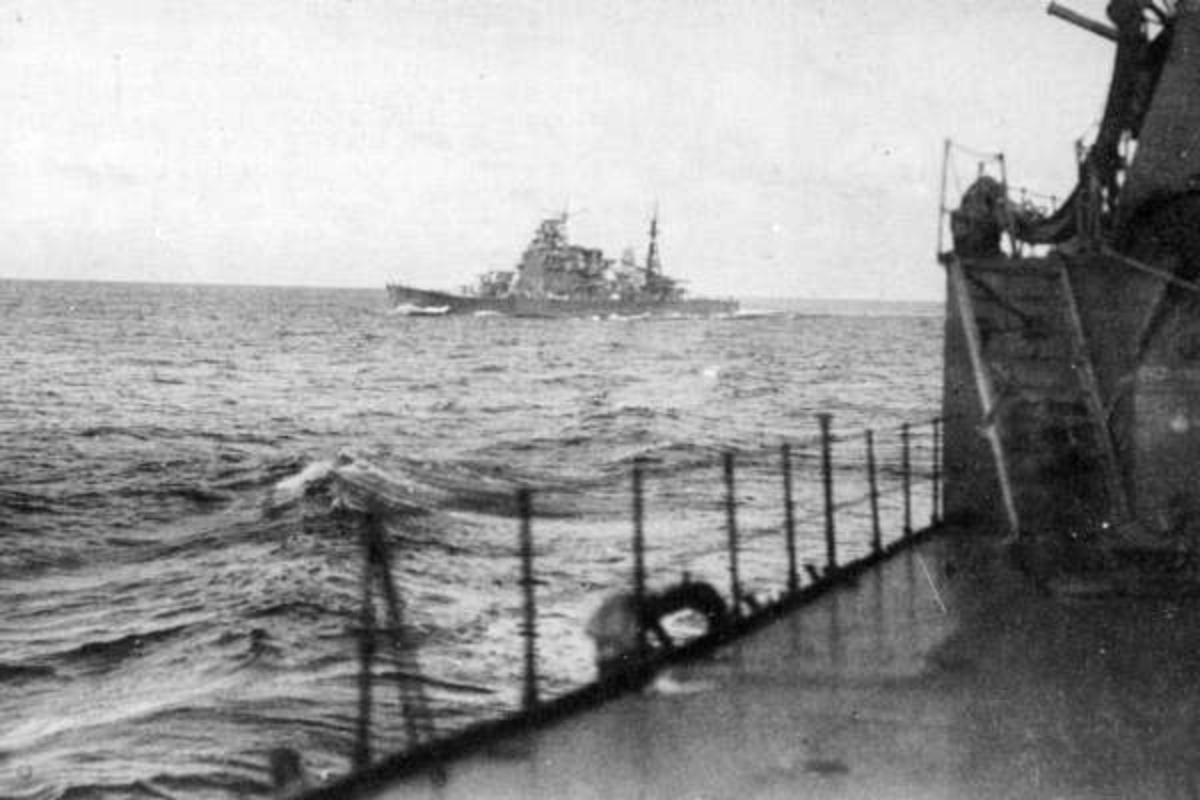
1942年（昭和17年）11月14日、ガダルカナル島砲撃のためソロモン海を航海中の高雄。後方に霧島、愛宕から撮影。この夜、第三次ソロモン海戦（第二夜戦）が起こった。

## 登場作品
『ゴジラ-1.0』
1945～1947年を舞台とした日本映画。戦後、史実通りシンガポールで連合軍に接収されていたが、作中では謎の巨大生物（ゴジラ）殲滅のため日本に返還され、シンガポールから日本に向かっていた。道中、ゴジラを足止めする命令を受けた木造の掃海船「新生丸」の窮地に駆け付け、ゴジラと交戦。戦闘により艦橋が倒壊した上、ゴジラが吐く熱線により轟沈した。
史実の損傷を反映して後部マストが切断されているほか、艦尾も切断されたままになっている。